# Rezystancja dynamiczna
Rezystancja dynamiczna (oporność przyrostowa) – oporność dla składowej zmiennej prądu w warunkach pracy małosygnałowej. W elemencie nieliniowym opisuje zmiany zachodzące w otoczeniu obranego punktu pracy.
Rezystancję dynamiczną opisuje wzór:
{\displaystyle r={\frac {dU}{dI}}={k}\operatorname {ctg} \beta ,}
gdzie:
{\displaystyle dU,} {\displaystyle dI} – przyrosty napięć i natężeń w otoczeniu obranego punktu pracy,
{\displaystyle \beta } – kąt nachylenia stycznej do wykresu {\displaystyle U=f(I),} przechodzącej przez obrany punkt pracy do osi poziomej,
{\displaystyle k} – współczynnik proporcjonalności zależny od obranego układu jednostek.
Rezystancja dynamiczna informuje o wartości przyrostu prądu w elemencie przy określonej zmianie napięcia. Dla elementów liniowych takich jak rezystor jest ona zawsze taka sama i równa rezystancji statycznej, dla elementów nieliniowych (np. dioda półprzewodnikowa, warystor) jest ona zmienna, zależy od wartości prądu i napięcia stałego określającego punkt pracy elementu.

Rezystancja ujemna typu N i typu S

## Ujemna rezystancja dynamiczna
Niektóre elementy nieliniowe (np. dioda tunelowa, bareter, lampa neonowa) mogą wykazywać lokalną ujemną rezystancję dynamiczną (niemniej jednak w każdym punkcie charakterystyki rezystancja statyczna jest dodatnia).